# مونيميات
المونيميات (الاسم العلمي: Monimiaceae)، فصيلة نباتات مُزهرة من المغنولياوات ورتبة الغاريات. وترتبط ارتباطًا وثيقًا بفصلتي الهرنانديات والغارية. وتتكون من الشجيرات والأشجار الصغيرة وبعض النباتات المتسقلة في المناطق الاستوائية وشبه الاستوائية، ويوجد معظمها في نصف الكرة الجنوبي. أكبر مركز للتنوع لها هو غينيا الجديدة، مع حوالي 75 نوعًا.
وأقل تنوع لها يوجد في مدغشقر، وأستراليا، والإقليم المداري الجديد. وفي أفريقيا يوجد نوع واحد منها، Xymalos monospora (الليمون البري)، وكذلك توجد في جنوب تشيلي (شجرة الكبد). تنتشر العديد من أنواعها عبر ماليزيا وجنوب غرب المحيط الهادئ. وسُميت الفصيلة على مونيما زوجة الملك ميثراداتس السادس ملك بطنس.